# Heralde Schmitt-Ulms

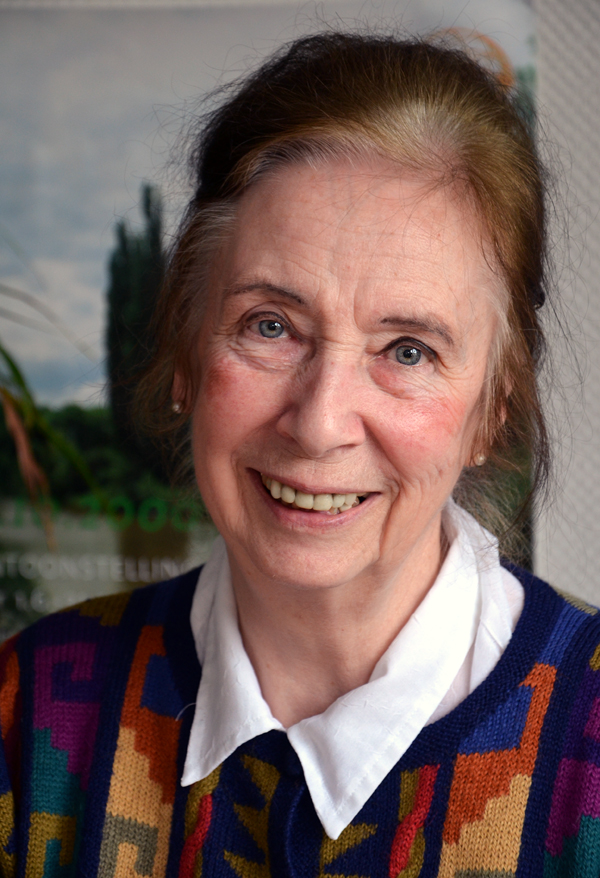
Heralde Schmitt-Ulms (2014)

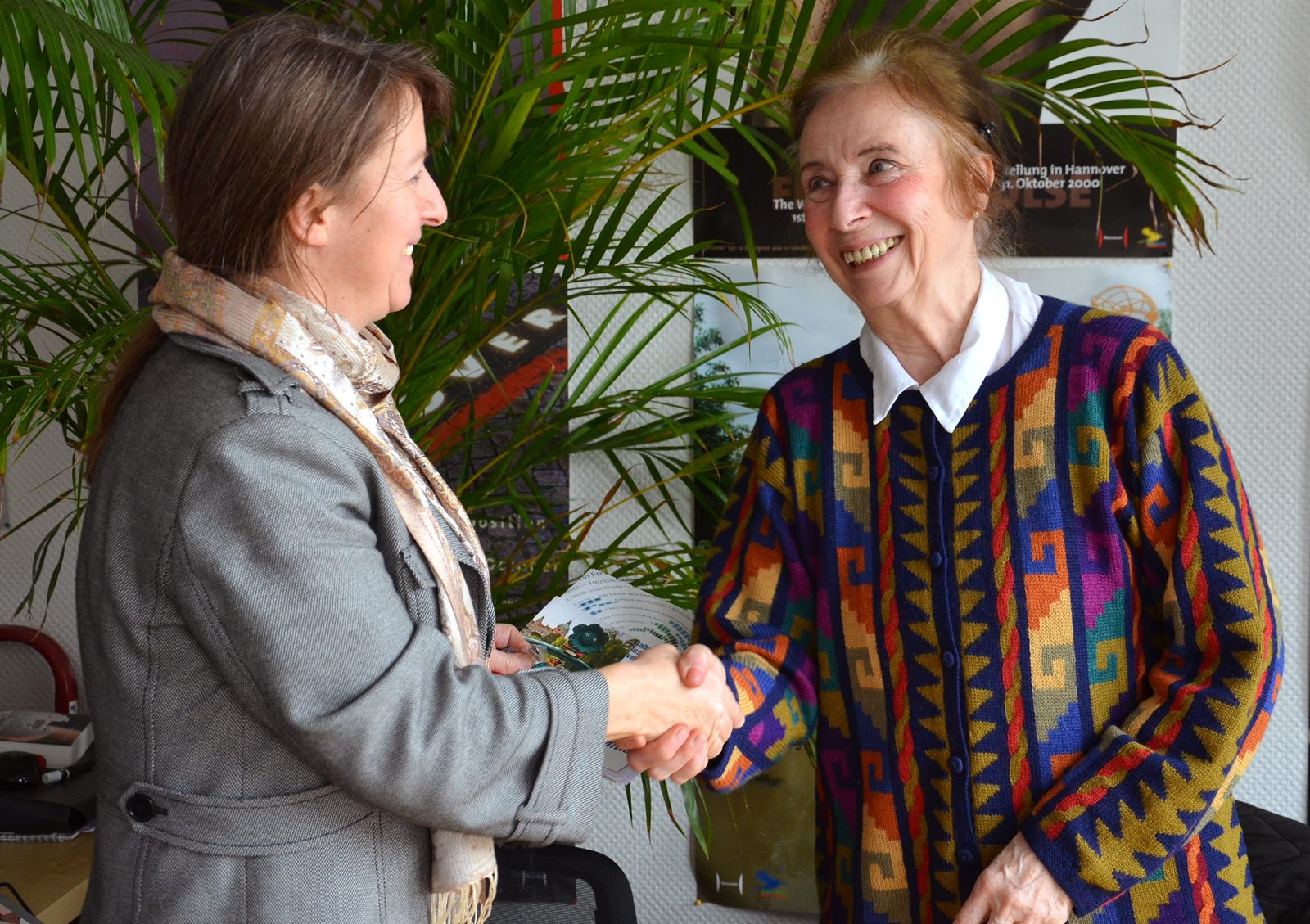
Heralde Schmitt-Ulms mit Gil Maria Koebberling, Geschäftsführerin vom Freundeskreis Hannover

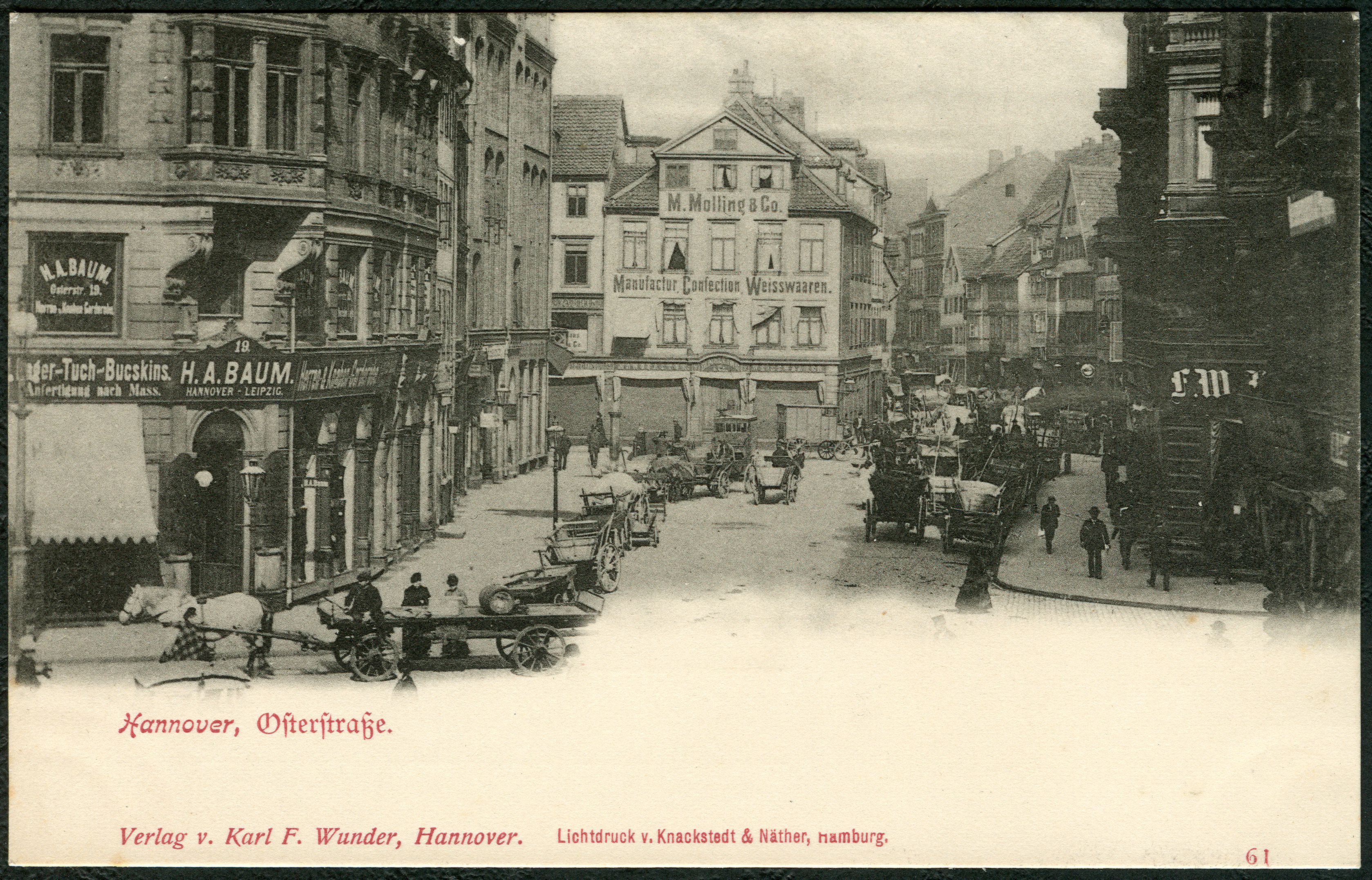
Heralde Schmitt-Ulms ermöglichte die Digitalisierung dieser Ansichtskarte Nr. 61 von Karl F. Wunder mit einem Blick um 1898 durch die Osterstraße auf das Kaufhaus von Max Molling

Heralde Schmitt-Ulms (geborene Heralde Schmidt; * 24. September 1941 in Wernigerode; † 15. März 2020) war eine deutsche Malerin, Objekt- und Installationskünstlerin sowie Herausgeberin.

## Leben
Heralde Schmitt-Ulms studierte, inspiriert erst von ihrem Vater, dem freischaffenden Künstler Philipp Schmidt, später angeleitet von „Professor Haeger“ aus Freiburg, Textile Kunst für das Lehramt für Berufsbildende Schulen an der Hochschule für Bildende Künste Braunschweig.
Nach ihrer Heirat 1963 leitete sie von 1966 bis 1970 Gestaltungskurse in der Erwachsenenbildung.
Seit 1978 beteiligte sich Schmitt-Ulms an Gruppen- und Einzelausstellungen. 1979 bis 2002 war sie Mitglied der GEDOK Hannover und arbeitete als freischaffende Künstlerin. 2002 wurde sie Mitgründerin des GEDOK Niedersachsen und zu deren Erster Vorsitzenden gewählt (heute: GEDOK NiedersachsenHannover). Im selben Jahr wurde sie zunächst Bundesfachbeirätin für Angewandte Kunst im Bundesverband der GEDOK, 2008 zur Stellvertreterin im Bundesverband des GEDOK e.V.
Heralde Schmitt-Ulms ist Mutter von fünf Kindern, beherbergte zahlreiche Pflegekinder und hat zehn Enkelkinder. Sie war knapp zwei Jahrzehnte Vorstandsmitglied im Deutschen Familienverband und war Mitglied der Internationalen Gesellschaft der Bildenden Künste (IGBK).

## Ausstellungen und Werke
Arbeiten von Heralde Schmitt-Ulms finden sich sowohl in öffentlichem als auch privatem Besitz. Die Künstlerin beschickte zahlreiche Ausstellungen im europäischen In- und Ausland sowie in Florida, Kolumbien und Chile.

## Auszeichnungen
Am 1. Mai 2011 wurde Heralde Schmitt-Ulms mit dem Bundesverdienstkreuz am Bande geehrt für ihre ehrenamtlichen Tätigkeiten.

## Schriften
- Heralde Schmitt-Ulms (Hrsg./Red:): Kaleidoskop. Eine Präsentation aller GEDOK-Sparten zum Thema „Mensch – Natur – Technik“ und zum Projekt „Prisma“ im EXPO-Jahr 2000 im Rahmen der Veranstaltungsreihe KulturKaleidoskop des Kulturamtes der Stadt Hannover, zur Ausstellung vom 16. August – 24. September 2000, Verband der Gemeinschaften der Künstlerinnen- und Künstlerfreunde e.V., Gruppe Hannover; GEDOK-Galerie, Hannover: GEDOK, Gruppe Hannover, 2000
- Heralde Schmitt-Ulms (Hrsg./Red:): ¡scharf! - 80 Jahre GEDOK – Regional-Nord, Katalog zur Wanderausstellung vom 14. Juli – 12. August 2007 im Neues Rathaus Hannover, Künstlerinnen-Dokumentation aus 80 Jahren GEDOK in Niedersachsen und Hannover, Ausstellungsdauer: 15. Juli – 5. August (GEDOK Niedersachsen und Hannover) sowie vom 18. Januar – 15. Februar 2008 auf Schloss Wolfenbüttel, veranstaltet von der GEDOK Niedersachsen in Kooperation mit dem Landesverband der Jüdischen Gemeinden von Niedersachsen K.d.ö.R., Hannover: GEDOK Niedersachsen, 2007, ISBN 978-3-9803581-2-5